# Megalocystidium
Megalocystidium là một chi nấm thuộc họ Stereaceae.